# Youssef Chahine

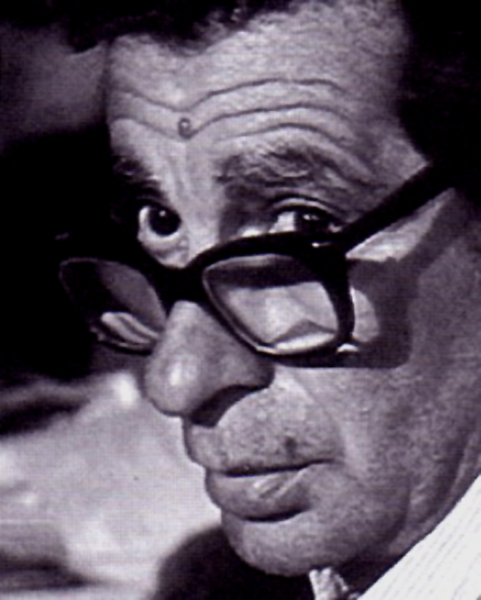
Youssef Chahine, 1986

Youssef Gabriel Chahine (arabisch يوسف شاهين Yūsif Schāhīn, DMG Yūsif Šāhīn; * 25. Januar 1926 in Alexandria; † 27. Juli 2008 in Kairo) war ein ägyptischer Filmregisseur.

## Leben
Chahine kam aus einer katholischen Familie in Alexandria, sein Vater war ein angesehener Rechtsanwalt libanesischer Herkunft und seine Mutter stammte aus Griechenland. Nachdem er das britische Victoria College in Alexandria absolviert hatte und ein Jahr lang an der Universität Alexandria war, ging er in die USA und studierte zwei Jahre lang Schauspiel und Regie am Pasadena Playhouse in Pasadena (Kalifornien). Nach seiner Rückkehr 1948 trat er als Schauspieler in Filmen auf. 1950 hatte er sein Regiedebüt und seine ersten Filme waren noch kommerziell. Doch schon 1954 mit Tödliche Rache (Sira` Fi al-Wadi) formulierte er eine erste Kritik an den sozialen Verhältnissen. Dieser Film machte ihn bei seiner Präsentation auf den Filmfestspielen in Cannes 1954 nicht nur selbst als Regisseur bekannt, sondern auch erstmals den Darsteller Omar Sharif.
In seinen politisch umstrittenen Filmen gelang es ihm, arabische Traditionen und Sichtweisen mit sozialer Kritik zu verbinden, und dennoch populäres Kino zu gestalten. Dabei arbeitete er teilweise im Stil des Neorealismus. Häufig haben die Filme die Suche nach den Ursachen für die Probleme der modernen ägyptischen Gesellschaft zum Thema. In vielen arabischen Ländern haben Chahines Filme bis heute Aufführungsverbot. Als cineastischer Höhepunkt seines Lebenswerkes wird von vielen Filmkritikern seine autobiographische Alexandria-Trilogie eingeschätzt. In Alexandria... warum? (1978) beschrieb er die ägyptischen Juden der 1940er Jahre als Nachbarn und Freunde, die wegen der Gewalt des Zweiten Weltkrieges zur Auswanderung nach Palästina gezwungen waren.
Wegen Schwierigkeiten mit der Zensurbehörde musste Chahine während der sozialistischen Herrschaft Gamal Abdel Nassers in den 1960er Jahren vorübergehend emigrieren. Weltbekannt wurde er 1985 durch seinen Film Adieu Bonaparte mit Michel Piccoli, Salah Zulfikar und Tahiyya Kariokka. 1997 nahm er auf den Filmfestspielen in Cannes die Gelegenheit wahr, seinen ägyptischen Kollegen Bedeutungslosigkeit vorzuwerfen: „«Das ägyptische Kino ist gestorben». [...] Die modernen ägyptischen Komödien seien ohne jedes Niveau. Kaum jemand wage sich ernsthaft an die wirklich wichtigen Themen heran.“ Dennoch war Chahine in der arabischen Welt zu einer Vaterfigur geworden.
Chahine sprach Arabisch, Englisch und Französisch und kannte Alexandria aus seiner Jugend noch als eine weltoffene Stadt, in der neben Arabern auch Griechen und Italiener lebten. Zeitlebens kämpfte er, auch in seinen Filmen, gegen Engstirnigkeit und Bigotterie. Häufig hatte er sich gegen die staatliche Zensur und die Drohungen von den Islamisten zu erwehren.
Am 15. Juni 2008 fiel Chahine infolge einer intrazerebralen Blutung ins Koma, aus dem er nicht mehr aufwachte. Chahine hinterließ seine französische Gattin Colette. Die Ehe blieb kinderlos.

## Filmografie
Chahine drehte 50 Filme und Dokumentationen.
- 1950: Baba Amin (بابا أمين, DMG Bābā Amīn)
- 1951: Sohn des Nil (ابن النيل, DMG Ibn al-Nīl)
- 1954: Tödliche Rache (صراع في الوادي, DMG Ṣirāʿ fī l-wādī)
- 1956: Dunkle Wasser (صراع في المناء, DMG Ṣirāʿ fī l-mināʾ)

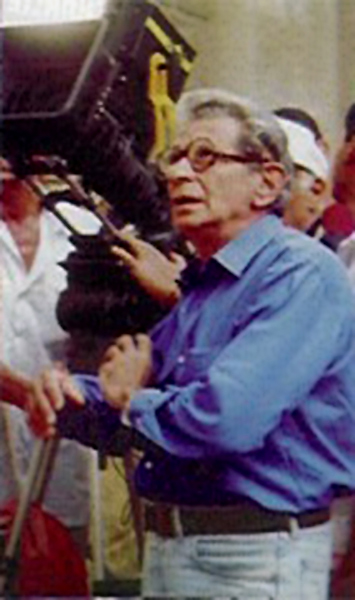
Chahine, 1982, bei Dreharbeiten zu Eine ägyptische Geschichte

- 1958: Tatort… Hauptbahnhof Kairo (باب الحديد, DMG Bāb al-ḥadīd)
- 1958: Djamila (جميلة, DMG Ǧamīla)
- 1963: Sultan Saladin (الناصر صلاح الدين, DMG al-Nāṣir Ṣalāh al-Dīn)
- 1965: Der Ringverkäufer (بياع الخواطم, DMG Bayyāʿ al-ḫawāṭim)
- 1968: Der Nil und das Leben (النيل والحياة, DMG al-Nīl wa-l-Hayat)
- 1970: Die Wahl (الإختيار, DMG al-al-Ikhtīar)
- 1972: An einem Tag am Nil (الناس والنيل, DMG al-Naṣṣ wa-l-Nīl)
- 1978: Alexandria… warum? (اسكندرية... ليه؟, DMG Iskandariyya... lē?)
- 1982: Eine ägyptische Geschichte (حدوثة مصرية, DMG Ḥaddūṯa miṣriyya)
- 1985: Adieu Bonaparte
- 1986: Der sechste Tag (Le sixième jour)
- 1990: Für immer Alexandria (اسكندرية، كمان وكمان, DMG Iskandariyya, kamān wa kamān)
- 1994: Der Emigrant (المهاجر, DMG al-Muhāǧir)
- 1997: Das Schicksal (المصير, DMG al-Maṣīr)[4]
- 1999: Der Andere – L’Autre (L’Autre)
- 2001: Sukut Hansawwar (سكوت ح نصور, DMG Sukūt ḥa nṣawwar)
- 2002: 11′09″01 – September 11 (Episode)
- 2004: Alexandrie… New York
- 2007: Chaos (هي فوضى, DMG Hiya fawḍā)

## Auszeichnungen
- 1979: Silberner Bär der Berlinale 1979 (Spezialpreis der Jury) für Alexandria… warum?
- 1997: Sonderpreis für sein Lebenswerk auf den Filmfestspielen von Cannes

## Filmdokumentationen
- „Ich stamme aus dem Orient und liebe grelle Farben.“ Porträt des ägyptischen Großfilmregisseurs Youssef Chahine. Gespräch mit Filmausschnitten, Deutschland, 1995, 45 Min., Produktion: Sat.1, Reihe: News & stories, Erstausstrahlung: 19. Juni 1995
- Ägypten – Visionen und Leidenschaft. Der streitbare Regisseur Youssef Chahine. Gespräch, Deutschland, 1994, 35 Min., Regie: Ursula Beyer, Produktion: ZDF, Erstausstrahlung: 19. Januar 1994

## Belege
1. 1 2  Kampf für Aufklärung und Toleranz (Schweiz,  NZZ Online). Archiviert vom Original am 22. September 2008; abgerufen am 3. Februar 2025.
2. ↑  „Regisseur Youssef Chahine gestorben“. In: Tagesspiegel. (Online).
3. ↑  Sommer der Toleranz. In: Welt. Abgerufen am 3. Februar 2025.
4. ↑  „Das Schicksal“ (Memento vom 1. August 2012 im Webarchiv archive.today), Inhaltsangabe von arte

| Personendaten    | Personendaten                                                        |
| ---------------- | -------------------------------------------------------------------- |
| NAME             | Chahine, Youssef                                                     |
| ALTERNATIVNAMEN  | Chahine, Youssef Gabriel (vollständiger Name); يوسف شاهين (arabisch) |
| KURZBESCHREIBUNG | ägyptischer Filmregisseur                                            |
| GEBURTSDATUM     | 25. Januar 1926                                                      |
| GEBURTSORT       | Alexandria                                                           |
| STERBEDATUM      | 27. Juli 2008                                                        |
| STERBEORT        | Kairo                                                                |